# 1991 XO2
1991 XO2 är en asteroid i huvudbältet som upptäcktes den 5 december 1991 av de båda japanska astronomerna Seiji Ueda och Hiroshi Kaneda i Kushiro.
Asteroiden har en diameter på ungefär 6 kilometer och den tillhör asteroidgruppen Erigone.